# Easy (canción de Sugababes)
«Easy» es una canción de grupo británico Sugababes. Fue lanzado el 6 de noviembre de 2006 como el único sencillo del álbum de grandes éxitos Overloaded: The Singles Compilation, siendo con "Good to Be Gone" las nuevas canciones incluidas en dicho compilado. La canción está compuesta por las Sugababes en colaboración con Jason Pebworth y George Astasio, ambos miembros de la banda estadounidense de rock Orson, mientras que estos dos últimos la produjeron junto a Brio Taliaferro, otro integrante de Orson. 
La idea de esta surgió cuando ambas agrupaciones compartían la misma administración, y fue ahí cuando los estadounidenses descubrieron que las chicas estaban elaborando material para su nuevo álbum. Estos la visitaron al estudio y le ofrecieron ideas para sus nuevas canciones, las cuales fueron recibidas con entusiasmo por parte de las Sugababes. Con el respaldo de los sintetizadores de bajo, es una canción pop uptempo y electro que cuenta con contenido lírico con una metafórica referido a los eufemismos sexuales.
Los críticos elogiaron la letra y el sintetizador del bajo de la canción, aunque algunos consideran la canción como "olvidable" en comparación con anteriores sencillos del grupo. Pese a la promoción que se hizo de la canción, sólo llegó a la octava posición en la lista de Reino Unido. Alcanzó los veinte primeros en las listas de Dinamarca, Finlandia, Irlanda y Noruega.

## Video musical
El video musical de la canción fue dirigido por Tim Royes (quien también se encargó de la dirección del video musical de "Red Dress") y filmado en un baño público de un club en Romford. Muestra a las Sugababes vestidas con trajes de látex, donde aparecen en cubículos sanitarios por separado.

## Lista de canciones
| CD1 |            |          |  |
| N.º | Título     | Duración |  |
| 1.  | «Easy»     | 3:38     |  |
| 2.  | «Shake It» | 5:10     |  |

| CD2 |                                                   |          |  |
| N.º | Título                                            | Duración |  |
| 1.  | «Easy» (Radio edit)                               | 3:39     |  |
| 2.  | «Easy» (Seamus Haji & Paul Emanuel Vocal Remix)   | 5:30     |  |
| 3.  | «Easy» (Seamus Haji & Paul Emanuel Dubstrumental) | 5:32     |  |
| 4.  | «Hole in the Head» (Live At V Festival)           | 4:55     |  |

| Descarga digital (Remix) |                          |          |  |
| N.º                      | Título                   | Duración |  |
| 1.                       | «Easy» (Ultrabeat Remix) | 5:50     |  |

## Posicionamiento
| Lista (2006)                                | Mejor posición |
| ------------------------------------------- | -------------- |
| Alemania (Media Control AG)                 | 26             |
| Austria (Ö3 Austria Top 40)                 | 23             |
| Bélgica (Flandes) (Ultratip Bubbling Under) | 3              |
| Dinamarca (Tracklisten)                     | 13             |
| Escocia (Scottish Singles Chart)            | 6              |
| Eslovaquia (Rádio Top 100)                  | 5              |
| European Hot 100                            | 26             |
| Finlandia (OFC)                             | 12             |
| Hungría (Rádiós Top 40)                     | 34             |
| Irlanda (IRMA)                              | 18             |
| Noruega (VG-lista)                          | 18             |
| Países Bajos (Mega Single Top 100)          | 45             |
| Reino Unido (UK Singles Chart)              | 8              |
| República Checa (Rádio Top 100)             | 53             |
| Suecia (Sverigetopplistan)                  | 56             |
| Suiza (Schweizer Hitparade)                 | 30             |